# Alfred Dönhoff
Alfred Otto Dönhoff (geboren am 23. April 1820 in Isselburg; gestorben am 15. Oktober 1875 in Godesberg) war ein preußischer Verwaltungsjurist und 1859 bis zu seinem Tod 1875 Landrat des Kreises Rees.

## Leben

### Herkunft und Ausbildung
Fritz Dönhoff, Mitglied der evangelisch-lutherischen Kirche, war ein Sohn des Isselburger Bürgermeisters Johann Friedrich Dönhoff und dessen Ehefrau Sibilla Maria Dorothea Dönhoff, geborene Hermanni. Dönhoff besuchte zunächst das Gymnasium in Wesel, bis zur Ablegung der Reifeprüfung im Jahr 1838. Anschließend studierte er bis 1841 in Bonn, Heidelberg und Berlin Rechtswissenschaften. Seine juristische Ausbildung nahm er 1841 als Auskultator auf, wechselte jedoch 1844 in die allgemeine Verwaltung und war im Weiteren als Regierungsreferendar bis Juli 1847 bei der Königlich Preußischen Regierung in Köln und nachfolgend vom 8. Juli 1847 bis zum 2. März 1848 bei der Regierung in Potsdam tätig.

### Landrat 1848 bis 1875
Von Potsdam aus versah Dönhoff vom 2. Juli 1848 bis zum 3. Juli 1850 vertretungsweise die Verwaltung des Kreises Krotoschin. Seine juristische Ausbildung abschließend, legte er noch im Jahr 1850 sein drittes juristisches Examen zum Assessor ab und wurde in der Folge am 25. September 1850 zum Regierungsassessor ernannt. Als solcher fand er von Oktober 1850 bis Ende 1852 Beschäftigung bei der Regierung in Köln und übernahm in dieser Zeit vertretungsweise die Verwaltung der Landratsämter Siegburg (Franz Wülffing) und Köln (Hermann Joseph Simons), während der Abwesenheit der dortigen Amtsinhaber als Landtagsabgeordnete. Dönhoffs weitere Dienststationen waren 1853 die Regierung in Danzig und ab August 1854 die Regierung in Oppeln.
Nach der erfolgreichen Präsentationswahl vom 14. Mai 1859 nahm Dönhoff mit Bestallung per Allerhöchster Kabinettsorder vom 31. Oktober 1859 die Stellung des Landrats des Kreises Rees ein. Ab Mai 1875 als dienstuntauglich krankgeschrieben starb er im Oktober 1875 in Godesberg.

### Politische Tätigkeit
Dönhoff war nach seiner politischen Ausrichtung Freikonservativer. Er gehörte dem X. Landesparlament von 1867 bis zu seinem ausscheiden im September 1869 an.

## Familie
Alfred Dönhoff heiratete am 2. Dezember 1861 in Düsseldorf Ida Maria Krüger (geboren am 20. Februar 1836 in Oppeln; gestorben am 16. Januar 1908 in Düsseldorf), eine Tochter des Regierungsbaurates Carl Albert Krüger und dessen Ehefrau Julie Krüger, geborene Seyffarth. Ein Sohn des Ehepaares war der spätere Landrat Fritz Dönhoff.